# Сабика бинт Ибрагим Аль Халифа
Сабика бинт Ибрагим Аль Халифа (араб. سبيكة بنت إبراهيم آل خليفة‎; род. 1948, Мухаррак) — супруга короля Бахрейна Хамада ибн Исы.

## Биография

### Ранняя жизнь и образование
Сабика бинт Ибрагим родилась в 1948 году в Мухарраке в семье Ибрагима ибн Мухаммада Аль Халифы и его жены Фатимы бинт Салман Аль Халифы.
Получила начальное образование на родине, после чего отправилась за границу, где посещала специализированные курсы.

### Семья
9 октября 1968 года вышла замуж за своего двоюродного брата принца Хамада ибн Ису, у пары 4 детей (3 сына и дочь):
- шейх Салман ибн Хамад Аль Халифа (род. 21 октября 1969) — наследный принц Бахрейна (с 1999 года), премьер-министр (с 2020 года);
- шейх Абдалла ибн Хамад Аль Халифа (род. 30 июня 1975) — спортивный функционер;
- шейх Халифа ибн Хамад Аль Халифа (род. 4 июня 1977)
- шейха Наджла бинт Хамад Аль Халифа (род. 20 мая 1981)[1].

### Деятельность
В 2008 году Сабика бинт Ибрагим возглавила женский совет, который выступает за расширение прав женщин для в общественной деятельности страны. Успешная работа совета привела к тому, что доля женщин в управленческой и общественной жизни страны выросла в среднем более чем на 30 процентов.
В 2010 году под её руководством был запущен Консультативный совет Национальной инициативы по развитию сельского хозяйства, задача которого развитие в стране сельского хозяйства и обеспечение продовольственной безопасности.
В 2016 году была учреждена Глобальная премия принцессы Сабики бинт Ибрагим Аль Халифа для поощрения усилий в странах-членах ООН увеличения роли женщин в общественной жизни и расширении их прав.